# El factor humano (serie de televisión)
El Factor Humano es una serie de televisión periodística y documental chilena, emitida por Canal 2 Rock & Pop entre 1998 y 1999. Fue dirigida por Álvaro Díaz y Pedro Peirano, quienes tras el fin del canal formaron su propia productora, Aplaplac. El programa, entre otros galardones, recibió en 1999 el Premio Altazor de las Artes Nacionales a la mejor dirección de televisión.
La serie fue grabada con cámaras caseras de formato Hi8, por realizadores que registraban y reporteaban en solitario a personajes, situaciones y conflictos nacionales, como los suscitados por la detención en Londres de Augusto Pinochet. La narración audiovisual se sustentaba únicamente en ese registro, prescindiendo de locuciones y otros recursos de postproducción.
La filosofía del programa era: sin voz en off, sin efectos, sin presentador en cámara: sólo realidad.
Se realizaron tres temporadas, pero solo fueron emitidas íntegramente dos. El primer capítulo de la tercera temporada fue lo último en salir al aire antes del cierre de Canal 2.
Los realizadores del programa fueron Díaz, Peirano y los periodistas Juan Pablo Barros, Daniel Osorio y Luis Miranda. Este programa también sirvió como tesis universitaria de la dupla Díaz-Peirano.
Parte del material de esta serie se transformó en los documentales Nunca digas nunca jamás (1998), y El año del tigre (1999), exhibidos en el Festival Internacional de Documentales de Santiago.